# Мувыр (Игринский район)
Мувыр (удм. ) — деревня в Игринском районе Удмуртии в составе Зуринского сельского поселения.

## История
В 1960-х деревню Мувыр признали неперспективной, жителей расселили по окрестным деревням, дома разобрали, землю распахали под пашню.
Была упразднена в 1980-х. Возродил её Александр Корепанов. Вернувшись после службы в армии молодой Александр не узнал родные края и решил возродить деревню. Без электричества, без водопровода, без дорог.
Его мечта исполнилась в 2008 году. Постановлением Государственного Совета Удмуртской Республики от 16 декабря 2008 года деревня Мувыр была вновь образована.
Ныне Александр Корепанов глава фермерского хозяйства. В Мувыре на март 2018 года — 12 домов и 30 жителей, 7 из них дети.
В ближайшее время здесь готовы развивать агротуризм, а ещё открыть музей возрождённых деревень.

## География
Находится у р. Лоза.
В деревне одна улица — Светлая.

## Инфраструктура
Мувырская молочно-товарная ферма
часовня в честь святого великомученика Георгия Победоносца.